# تومومیچی نیشیمورا
تومومیچی نیشیمورا (انگلیسی: Tomomichi Nishimura; ۲ ژوئن ۱۹۴۶ – ) صداپیشگی در ژاپن، و بازیگر اهل ژاپن بود. وی از سال ۱۹۷۵ میلادی تاکنون مشغول فعالیت بوده‌است.